# Cazzano di Tramigna
Pour les articles homonymes, voir Cazzano.
Cazzano di Tramigna est une commune italienne de la province de Vérone dans la région Vénétie en Italie.

## Administration
| Période                                  | Période | Identité | Étiquette | Qualité |
| ---------------------------------------- | ------- | -------- | --------- | ------- |
|                                          |         |          |           |         |
| Les données manquantes sont à compléter. |         |          |           |         |

### Hameaux
Campiano, Costeggiola

### Communes limitrophes
Colognola ai Colli, Illasi, Montecchia di Crosara, San Giovanni Ilarione, Soave, Tregnago